# Ouragan Ida (2009)
Pour les articles homonymes, voir Cyclone tropical Ida.
L’ouragan Ida est le neuvième système tropical ayant reçu un nom et le troisième ouragan de la saison 2009 atlantique. La dépression tropicale à l'origine d'Ida est apparue dans la mer des Caraïbes un peu après midi, heure locale, le 4 novembre. Elle s’est développé rapidement et le lendemain a touché la côte du Nicaragua à Tasbapauni, avec une intensité d'un ouragan de catégorie 1 dans l’échelle de Saffir-Simpson. Passant sur terre du Nicaragua au Honduras, Ida est retombé au niveau de dépression tropicale avant de ressortir en mer le 6 novembre.
Ce nouveau passage sur les eaux chaudes lui a permis de redevenir un ouragan le 7 novembre, au large du Yucatán. Dans le golfe du Mexique, il est redevenu une tempête tropicale avant de frapper la côte de l’Alabama à Bon Secour le 10 novembre. Il est rapidement devenu ensuite extratropical en traversant les États du sud-est des États-Unis. La dépression résultante est demeurée plusieurs jours juste au large de la côte atlantique, donnant de fortes pluies de la Caroline du Nord aux provinces maritimes du Canada ainsi que sur le sud du Québec.
Cet ouragan a surtout été caractérisé par ses pluies diluviennes. Il est à l'origine d'au moins sept morts confirmés mais a été blâmé erronément pour le décès de plus de cent personnes au Salvador alors que c'est une dépression tropicale différente qui affectait ce pays sur la côte de l'océan Pacifique au même moment.

## Évolution météorologique
Le 2 novembre 2009, une zone orageuse mal organisée était visible sur les images du satellite météorologique dans creux barométrique affectant le sud-ouest de la mer des Caraïbes. Tôt le lendemain matin, une faible circulation cyclonique s’est formée en surface dans le creux près du Costa Rica et le faible cisaillement des vents avec l’altitude permit un développement du système.
Faisant du surplace, la convection s’organisa autour du centre de rotation et le 4 novembre le National Hurricane Center a émis un avis mentionnant que le système était devenu une dépression tropicale à 100 km au sud-sud-ouest de San Andres Island. Les bandes orageuses étaient alors très bien développées autour du centre. Seulement six heures plus tard, le NHC reclassa la dépression en tempête tropicale Ida, le neuvième système tropical ayant reçu un nom en 2009. Un vol de reconnaissance nota que les vents soutenus étaient près de 100 km/h. Dans les images satellitaires en infrarouge, les météorologistes ont pu voir un œil qui se développait dès le soir du 4 novembre, ainsi qu’une forte divergence des nuages en altitudes. Le tout démontrait que le courant ascendant dans les orages était important et laissait présager un développement de la tempête qui se dirigeait vers Nicaragua.
Le 5 novembre au matin, Ida était devenu un ouragan de catégorie 1 juste au large de ce pays. Il a frappé la côte peu de temps ensuite, près de Tasbapauni, avec des vents soufflant à 120 km/h. Son mouvement très lent a résulté en une grande perte d’énergie par friction et Ida est retombé au niveau de tempête tropicale en quelques heures puis à celui de dépression tropicale,. Ida est passée ensuite du Nicaragua au Honduras avant de retourner en mer en après-midi du 6 novembre. Vers 05h30 TU, 01h30 locale, le système s’était déjà réintensifié au niveau de tempête tropicale puis à celui d’ouragan la nuit suivante.
Le 8 novembre, Ida a atteint sa plus grande intensité, la catégorie 2 de l’échelle de Saffir-Simpson, alors que l’ouragan entrait sur des eaux très chaudes dans le nord-est de la mer des Caraïbes. Sa trajectoire s’incurva vers le nord-nord-ouest et l’amena dans le golfe du Mexique et ses vents maximum soutenus ont atteint 165 km/h au cours de la soirée. Cependant, dès le 9 novembre, Ida redevint une tempête tropicale et toucha la côte de l’Alabama à Bon Secour vers 7h du matin locale (13h TU), le 10 novembre.
Ida perdit ensuite rapidement son énergie et devint une dépression extratropicale vers 09h. Cette dernière traversa lentement la Géorgie et la Caroline du Nord avant de ressortir sur l’océan Atlantique au large du Cap Hatteras. Comme cette dépression s’est retrouvé hors du flux général en altitude, elle a continué très lentement vers l’est tout en pompant beaucoup d’humidité. Ceci a permis de donner de la pluie forte le long de la côte Est des États-Unis durant les jours suivants.

## Préparatifs

### Nicaragua et Honduras
Les autorités du Nicaragua ont procédé à l’évacuation d’environ 3 000 personnes des zones inondables ou propices au glissements de terrain car plus de 500 mm de pluie étaient prévus avec Ida. De ce nombre, un millier venait des Îles du Maïs où les maisons n’étaient pas assez résistantes pour les vents de l’ouragan. À Bluefields, un autre 1 100 ont fait partie de l’évacuation. Des vivres, couvertures, médicaments et de l’eau potable pour 20 000 personnes ont été assemblés pour subvenir aux besoins après le passage d’Ida.
Au Honduras, le gouvernement a avisé la population de la possibilité de pluies diluviennes et a relevé le niveau d’alerte à jaune.

### États-Unis
Aux États-Unis, le gouverneur Bobby Jindal de la Louisiane a déclaré l’état d’urgence à la suite d'un avis de tempête tropicale et une veille d'ouragan émis par le National Hurricane Center pour la zone allant de Grande Isle, en Louisiane, à Pascagoula, au Mississippi,. Des compagnies pétrolières ont évacué leur personnel dans les installations qu'elles possèdent dans le golfe du Mexique et le Louisiana Offshore Oil Port, seul terminal américain capable de recevoir les plus gros pétroliers.

## Impact

### Nicaragua
L'ouragan Ida a frappé la côte nord-est du Nicaragua avec des vents à 120 km/h et des rafales à 140 km/h, le 5 novembre un peu avant 15h00 TU. Il est tombé 280 mm de pluie sur la côte et moins à l’intérieur des terres, le total étant beaucoup moins moindre que les prévisions.
Ida a fait 40 000 sinistrés, un disparu et d'importants dégâts matériels sur son passage au Nicaragua. Il a détruit ou endommagé 530 maisons, 240 puits d'eau et 1 900 hectares de cultures en plus de perturber les systèmes de distribution du gaz et de l’électricité selon José Luis Perez, directeur des opérations du Système national de Prévention et de Réponse aux Désastres de ce pays.
Les pires dégâts ont été enregistrés à Karawala sur les îles du Maïs, près du point où Ida est entré sur la côte. Environ 80 % des édifices ont été détruits dont 40 maisons, 3 écoles et une église sur l’île principale. Les services d’électricité et de distribution d’eau potable ont été interrompus. Près de 6 000 personnes des villes de Sandy Bay, Karawala, Kukra Hilla, Laguna de Perlas et El Tortuguero ainsi que ceux de l’embouchure du Rio Grande ont été évacués vers 54 refuges. Quarante-deux personnes n’ayant pas quittés avant la tempête étaient portées manquantes sur la Côte des Mosquitos. Les pertes monétaires s’élèvent à au moins 30 millions de córdoba (1,45 million $US) sur les îles du Maïs.
Après le passage d’Ida, sept cents secouristes de la défense civile ont été envoyés dans les régions sinistrées mais les routes endommagées ont rendu leur progression difficile. L’armée a également envoyé deux hélicoptères pour transporter des vivres et autres nécessités, en plus d’évaluer les dommages et secourir les personnes en.

### Salvador
Au même moment où l’ouragan Ida touchait la côte du Nicaragua sur la mer des Caraïbes, une tempête tropicale touchait la côte du Pacifique au Salvador. Cette dernière a donné trois jours de pluies torrentielles sur ce pays, ce qui a entraîné la mort de plus d'une centaine de personnes à la suite des inondations  et des coulées de boue. Ida a été erronément blâmée dans les articles de presse pour ces morts. Le National Hurricane Center de Miami a dû clarifier la situation,.

### Honduras, Mexique et Cuba
L’ouragan Ida a laissé des accumulations modérées de pluies dans les départements de Gracias a Dios, Colón et Olancho mais le système avait déjà considérablement faiblit après son passage au Nicaragua. Quelques rivières ont augmenté leur débit mais aucun dommage significatif n’a été rapporté. Les autorités ne rapportent que quelques inondations mineures et la chute de quelques arbres dans le nord du pays.
L'ouragan est passé au large de la péninsule du Yucatán avec l’intensité de la catégorie 2. Il y avait environ 36 000 touristes dans la région mais on ne rapporte aucune perte de vie, ni de dommages importants. Les autorités ont évacué 1 500 personnes de l'Île Holbox, sur le golfe du Mexique, surtout des pêcheurs et des habitants des zones côtières. À Cancún, Solidad et Cozumel, la forte houle et les vents violents ont défait une partie du travail d’ajout de sable sur certaines plages qui avait été entrepris récemment.
Les effets d'Ida se sont fait sentir dans la province de Pinar del Río, la plus orientale du pays. Les 8 et 9 novembre, il est tombé 179,6 mm  et des inondations ont isolé la localité d’Isabel Rubio.

### États-Unis

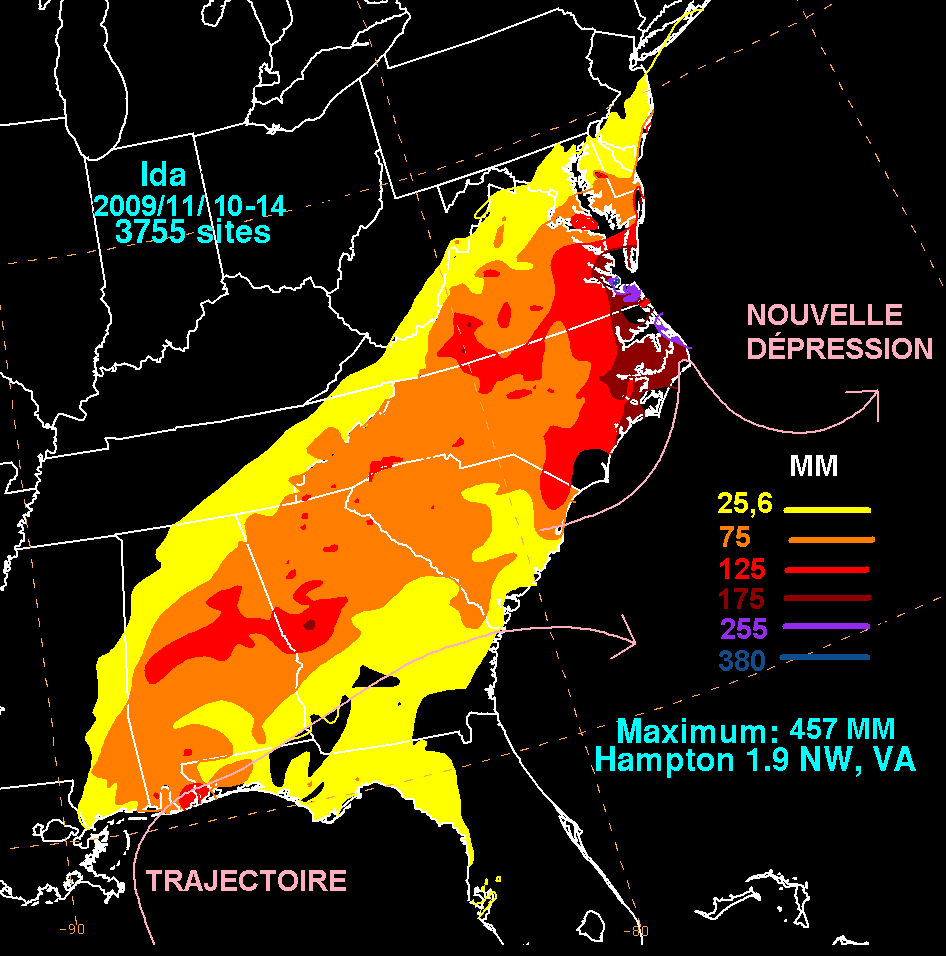
Accumulation totale de pluie aux États-Unis avec Ida et la dépression côtière qui l'a suivie du 10 au 14 novembre 2009

Un pêcheur de crevettes en Louisiane a été emporté par les vagues et est présumé mort. Ida est rapidement devenu extratropical après être entré en Alabama mais il contenait encore énormément d’humidité. Le système est devenu une importante dépression des latitudes moyennes au large de la côte atlantique. Celle-ci est demeurée presque stationnaire durant plusieurs jours et a continué de pomper de la pluie et de donner des vents forts de la Caroline du Nord jusqu’à la côte des provinces maritimes du Canada. 
Selon le National Weather Service est tombé 300 mm en Virginie, 250 mm en Alabama et 240 mm en Caroline du Nord. Cependant, le maximum de pluie avec Ida, et la dépression côtière qui l'a suivi, a été rapporté à Hampton en Virginie à 457 mm, selon l'image de droite de l’Hydrometeorological Prediction Center durant la période du 10 au 14 novembre.
Plus de 100 mm de pluie sont tombés en Géorgie ce qui a causé des inondations importantes dans la région d’Atlanta,. Des pluies très soutenues et de fortes rafales de vent à près de 120 km/h ont balayé l'État de Virginie et l'ensemble de ses côtes. Plusieurs accidents et chutes d'arbres ont été enregistrés, causant la mort de trois personnes à la suite de leurs blessures. Une houle de près de 2 mètres a touché les plages et entraîné des inondations dans les villes côtières. Plusieurs écoles et entreprises ont été fermées et des dizaines de personnes ont dû être évacuées. En Caroline du Nord, les restes d’Ida ont causé des chutes d'arbres, des coupures de courant ainsi que le décès d’une personne.
Dans le New Jersey, trois marins pêcheurs sont toujours portés disparus. Des vents de 97 km/h ont été enregistrés, la houle a causé l’érosion de plusieurs plages et la fermeture de routes côtières.

### Source
- (en) Cet article est partiellement ou en totalité issu de l’article de Wikipédia en anglais intitulé « Hurricane Ida (2009) » (voir la liste des auteurs).

- (es) Cet article est partiellement ou en totalité issu de l’article de Wikipédia en espagnol intitulé « Huracán Ida (2009) » (voir la liste des auteurs).

| 1 |  | A |  | B |  | C |  | D |  | E |  | F |  | 8 |  | G |  | H |  | I |  |

| D | T | 1 | 2 | 3 | 4 | 5 |